# 博克小項鰭鯰
博克小項鰭鯰，為輻鰭魚綱鯰形目項鰭鯰科的其中一種，為熱帶淡水魚類，分布於南美洲巴西淡水流域，體長可達4.8公分，棲息在岩石底質底層水域，生活習性不明。

## 扩展阅读
維基物種上的相關：博克小項鰭鯰